# Wilhelm Blumenhagen

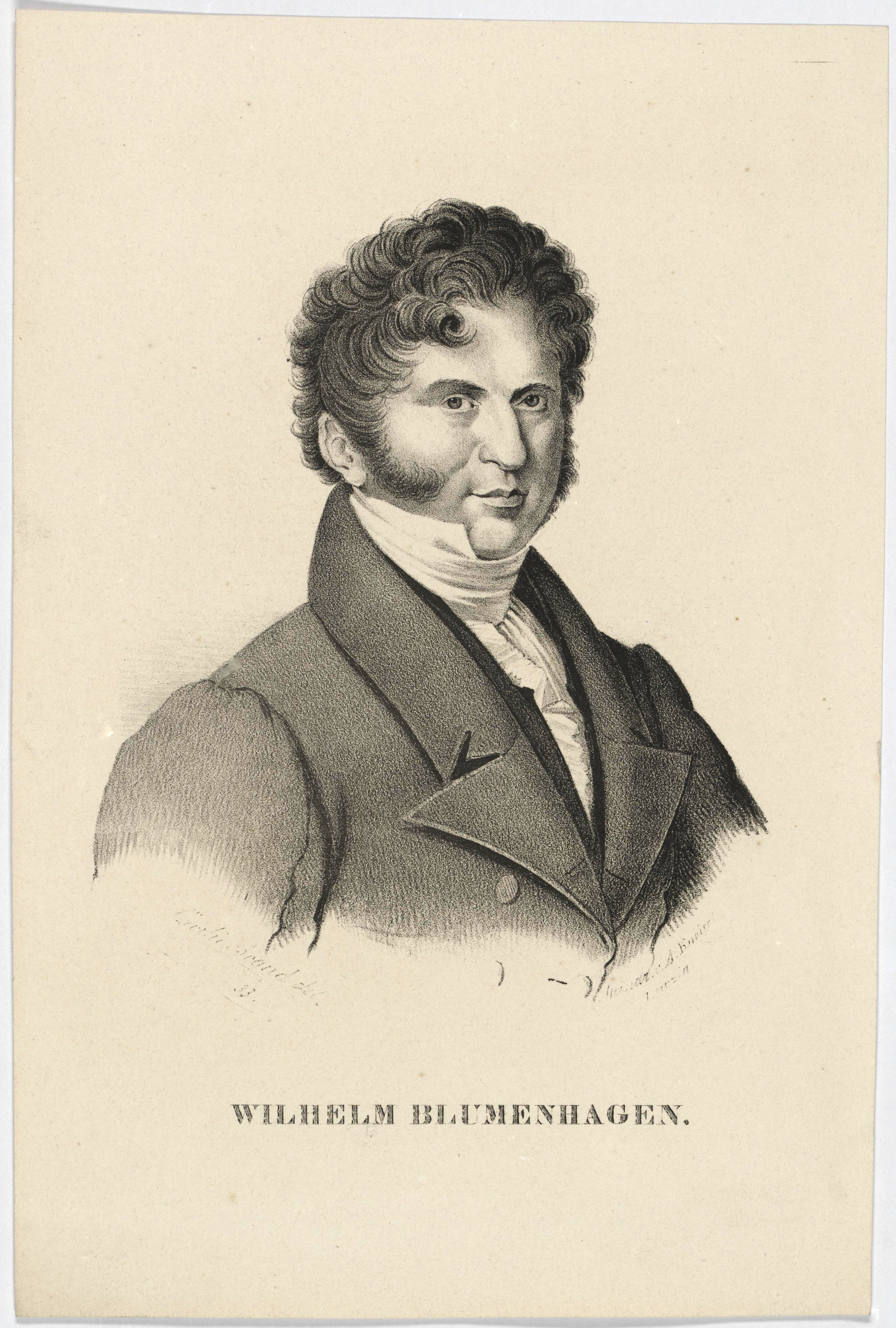
Brustbild des Wilhelm Wilhelm Blumenhagen von 1833;
Lithografie von August Kneisel in Leipzig nach einer Zeichnung von Cäcilie Brand

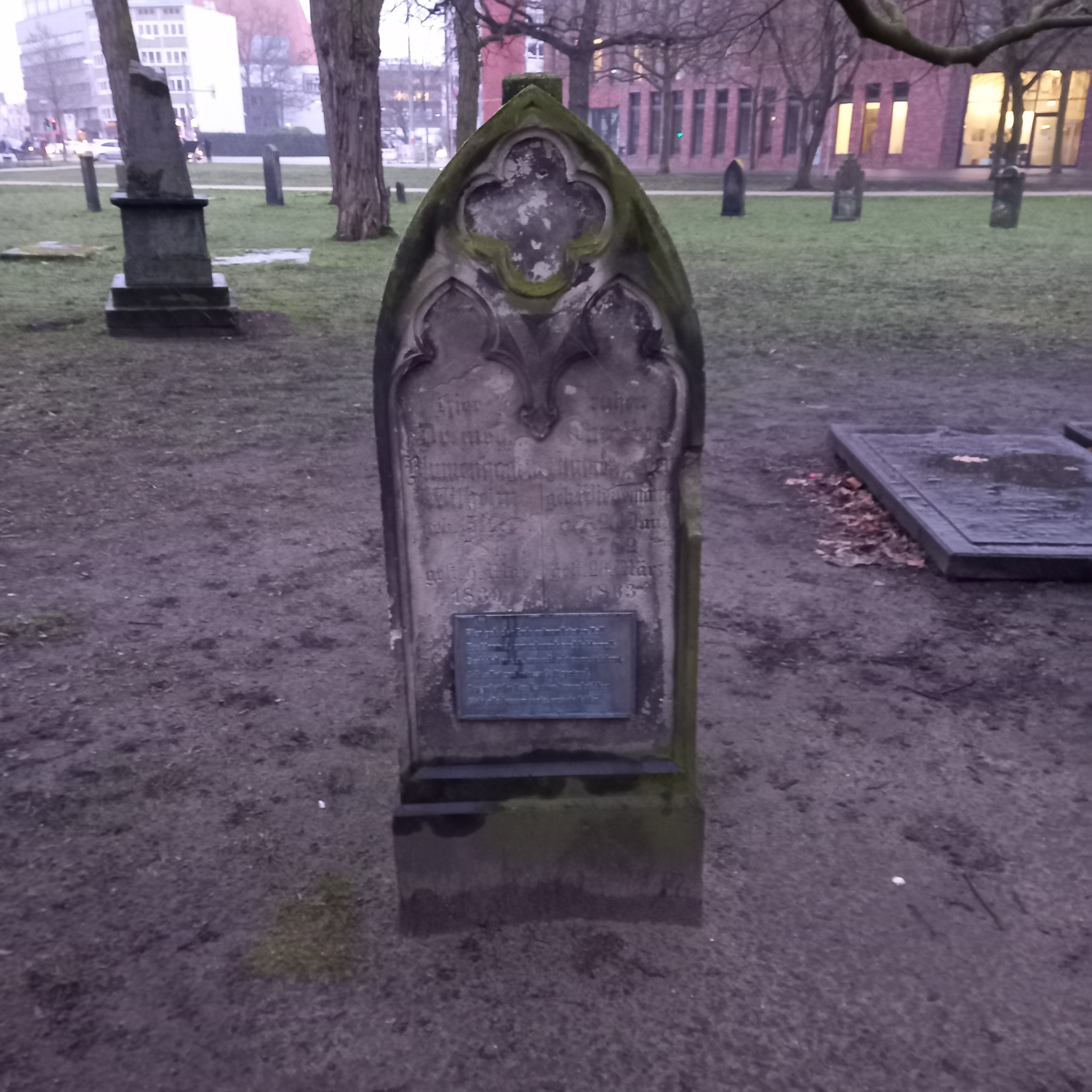
Das Grab von Wilhelm und seiner Ehefrau Charlotte geborene Wiedemann auf dem Alten St.-Nikolai-Friedhof in Hannover.

Philipp Georg August Wilhelm Blumenhagen (Rufname Wilhelm; * 15. Februar 1781 in Hannover; † 6. Mai 1839 ebenda) war ein deutscher Arzt und Schriftsteller.

## Leben
Der älteste Sohn eines Kammerschreibers besuchte als einer der ersten die neu errichtete Hofschule in seiner Vaterstadt und später das städtische Kaiser-Wilhelm- und Ratsgymnasium Hannover. Nachdem er etwa zwei Jahre lang die anatomische Schule in Hannover absolviert hatte, studierte er von 1798 bis 1803 in Erlangen und Göttingen Medizin. Er war – belegt durch sein erhaltenes Stammbuch aus dem Jahr 1800 und seinen Eintrag in die Kösener Korpslisten von 1910 – in seiner Studienzeit Mitglied der Erlanger Westfalen. Nach der Promotion ließ er sich 1803 als praktischer Arzt in seiner Vaterstadt nieder, wo er am 6. Mai 1839 an einem Schlaganfall starb. Er wurde auf dem Alten St.-Nikolai-Friedhof begraben. Sein jüngerer Bruder war der Dichterjurist Carl Julius Blumenhagen.
Blumenhagen wurde 1811 in die Freimaurerloge Zum schwarzen Bär in Hannover aufgenommen. In der Folgezeit hatte er mehrere Beamtenposten in der Großloge als auch in seiner Loge inne. Von 1826 bis zu seinem Tode war er der Meister vom Stuhl seiner Loge. Insbesondere setzte er sich für die Aufnahme von Juden in die Logen ein.
Blumenhagen war in der Periode der Abend-Zeitung durch seine leicht und spannend geschriebenen Novellen, die in „Novellen u. Erzählungen“ (Hannover 1826–1827, 4 Bände) und „Neuer Novellenkranz“ (Braunschweig 1829–1830, 2 Bände) zum Teil gesammelt erschienen, einer der beliebtesten Unterhaltungsschriftsteller. Seine „Sämtlichen Schriften“ erschienen in 2. Auflage in 16 Bänden (Stuttgart 1843–1844). Er hinterließ auch umfangreiche freimaurerische Literatur, wie Wo ist der Platz der Freimaurerei in der Menschheit? (Hannover 1838).

## Ehrungen
- Die 1894 angelegte Blumenhagenstraße in Hannover-Nordstadt wurde nach dem Arzt und Schriftsteller benannt.[3]

## Werke (Auswahl)
- Menstruatio physiologice et pathologice spectata. Barmeier, Göttingen 1803. (Digitalisat)
- Freia. Dichtungen. Knick, Erfurt 1805. (Digitalisat)
- Das Räthsel unserer Zeit. Ein Geschenk für Deutsche. 1813. (eingeschränkte Vorschau in der Google-Buchsuche) Digitalisat der 2. Aufl. 1814
- Simson. Dramatisches Heldengedicht nach einer alttestamentarischen Sage frey bearbeitet. Hahn, Hannover 1816. (Digitalisat)
- Der Mann und sein Schutzengel. Roman. Fleischer, Leipzig 1823.
- Novellen und Erzählungen. 4 Bände. Hahn, Hannover 1826–1827. (eingeschränkte Vorschau in der Google-Buchsuche) Digitalisat Band 1, (eingeschränkte Vorschau in der Google-Buchsuche) Band 2, (Band 3), (eingeschränkte Vorschau in der Google-Buchsuche) Band 4.
- Neuer Novellenkranz. 2 Bände. Vieweg, Braunschweig 1829–1830. (eingeschränkte Vorschau in der Google-Buchsuche) Digitalisat Band 2.
- Wanderung durch den Harz. Wigand, Leipzig 1838. 
  - Digitalisat im Münchener Digitalisierungszentrum (MDZ)/Digitale Bibliothek
  - doi:10.24355/dbbs.084-201111241434-0 Digitalisat im Publikationsserver der TU Braunschweig.
- Wo ist der Platz der Freimaurerei in der Menschheit? Eine Beleuchtung des in der Loge zur Ceder im O. von Hannover abgegebenen Votums über die Zulassung der Israeliten zum Maurerbunde. Hannover 1838.
- Ein Haus der Väter. Jänecke, Hannover 1839,. (eingeschränkte Vorschau in der Google-Buchsuche).
- Maurerischer Nachlass. Manuscript für Brüder Freimaurer. Thiemann, Hannover 1840. (Digitalisat)